# I Belong to You (Il ritmo della passione)
"I Belong to You (Il ritmo della passione)", ook bekend als "I Belong to You", is een nummer van de Italiaanse zanger Eros Ramazzotti en de Amerikaanse zangeres Anastacia. Het nummer werd uitgebracht op Ramazzotti's album Calma apparente en Anastacia's verzamelalbum Pieces of a Dream, allebei uit 2006. Op 19 januari van dat jaar werd het nummer uitgebracht als single.

## Achtergrond
"I Belong to You" is geschreven door Ramazzotti, Anastacia, Claudio Guidetti, Kara DioGuardi en Kaballà en geproduceerd door Ramazzotti en Guidetti. Ramazzotti zingt voornamelijk in het Italiaans en Anastacia in het Engels, alhoewel zij allebei ook een aantal zinnen in de andere taal zingen. Net als bij al zijn andere nummers bestaat er ook een versie waarop Ramazzotti in het Spaans zingt, genaamd "I Belong to You (El ritmo de la pasión)". Deze versie is beschikbaar op de Spaanse versie van de albums van zowel Ramazzotti als Anastacia.
"I Belong to You" werd een grote hit in Europa. Zo werd het in Italië, het thuisland van Ramazzotti, een nummer 1-hit, net als in Duitsland, Hongarije en Zwitserland. In Nederland bereikte de single de zevende plaats in de Nederlandse Top 40 en de zesde plaats in de Single Top 100, terwijl in Vlaanderen de tweede plaats in de Ultratop 50 werd gehaald. Op 21 en 22 november 2005 werd de videoclip van het nummer opgenomen in Rome.

## Hitnoteringen

### Nederlandse Top 40
| Hitnotering: 04-02-2006 t/m 20-05-2006 | Hitnotering: 04-02-2006 t/m 20-05-2006 | Hitnotering: 04-02-2006 t/m 20-05-2006 | Hitnotering: 04-02-2006 t/m 20-05-2006 | Hitnotering: 04-02-2006 t/m 20-05-2006 | Hitnotering: 04-02-2006 t/m 20-05-2006 | Hitnotering: 04-02-2006 t/m 20-05-2006 | Hitnotering: 04-02-2006 t/m 20-05-2006 | Hitnotering: 04-02-2006 t/m 20-05-2006 | Hitnotering: 04-02-2006 t/m 20-05-2006 | Hitnotering: 04-02-2006 t/m 20-05-2006 | Hitnotering: 04-02-2006 t/m 20-05-2006 | Hitnotering: 04-02-2006 t/m 20-05-2006 | Hitnotering: 04-02-2006 t/m 20-05-2006 | Hitnotering: 04-02-2006 t/m 20-05-2006 | Hitnotering: 04-02-2006 t/m 20-05-2006 | Hitnotering: 04-02-2006 t/m 20-05-2006 | Hitnotering: 04-02-2006 t/m 20-05-2006 |
| Week                                   | 1                                      | 2                                      | 3                                      | 4                                      | 5                                      | 6                                      | 7                                      | 8                                      | 9                                      | 10                                     | 11                                     | 12                                     | 13                                     | 14                                     | 15                                     | 16                                     |                                        |
| -------------------------------------- | -------------------------------------- | -------------------------------------- | -------------------------------------- | -------------------------------------- | -------------------------------------- | -------------------------------------- | -------------------------------------- | -------------------------------------- | -------------------------------------- | -------------------------------------- | -------------------------------------- | -------------------------------------- | -------------------------------------- | -------------------------------------- | -------------------------------------- | -------------------------------------- | -------------------------------------- |
| Positie                                | 34                                     | 32                                     | 19                                     | 13                                     | 12                                     | 8                                      | 7                                      | 12                                     | 11                                     | 8                                      | 8                                      | 9                                      | 11                                     | 16                                     | 20                                     | 32                                     | uit                                    |

### Single Top 100
| Hitnotering: 28-01-2006 t/m 26-08-2006 | Hitnotering: 28-01-2006 t/m 26-08-2006 | Hitnotering: 28-01-2006 t/m 26-08-2006 | Hitnotering: 28-01-2006 t/m 26-08-2006 | Hitnotering: 28-01-2006 t/m 26-08-2006 | Hitnotering: 28-01-2006 t/m 26-08-2006 | Hitnotering: 28-01-2006 t/m 26-08-2006 | Hitnotering: 28-01-2006 t/m 26-08-2006 | Hitnotering: 28-01-2006 t/m 26-08-2006 | Hitnotering: 28-01-2006 t/m 26-08-2006 | Hitnotering: 28-01-2006 t/m 26-08-2006 | Hitnotering: 28-01-2006 t/m 26-08-2006 | Hitnotering: 28-01-2006 t/m 26-08-2006 | Hitnotering: 28-01-2006 t/m 26-08-2006 | Hitnotering: 28-01-2006 t/m 26-08-2006 | Hitnotering: 28-01-2006 t/m 26-08-2006 | Hitnotering: 28-01-2006 t/m 26-08-2006 |
| Week                                   | 1                                      | 2                                      | 3                                      | 4                                      | 5                                      | 6                                      | 7                                      | 8                                      | 9                                      | 10                                     | 11                                     | 12                                     | 13                                     | 14                                     | 15                                     | 16                                     |
| -------------------------------------- | -------------------------------------- | -------------------------------------- | -------------------------------------- | -------------------------------------- | -------------------------------------- | -------------------------------------- | -------------------------------------- | -------------------------------------- | -------------------------------------- | -------------------------------------- | -------------------------------------- | -------------------------------------- | -------------------------------------- | -------------------------------------- | -------------------------------------- | -------------------------------------- |
| Positie                                | 28                                     | 17                                     | 14                                     | 12                                     | 17                                     | 12                                     | 8                                      | 10                                     | 6                                      | 6                                      | 7                                      | 8                                      | 10                                     | 10                                     | 11                                     | 18                                     |
| Week                                   | 17                                     | 18                                     | 19                                     | 20                                     | 21                                     | 22                                     | 23                                     | 24                                     | 25                                     | 26                                     | 27                                     | 28                                     | 29                                     | 30                                     | 31                                     |                                        |
| Positie                                | 20                                     | 21                                     | 25                                     | 34                                     | 45                                     | 53                                     | 58                                     | 60                                     | 64                                     | 60                                     | 66                                     | 68                                     | 69                                     | 71                                     | 87                                     | uit                                    |

### NPO Radio 2 Top 2000
| Nummer met noteringen in de NPO Radio 2 Top 2000 | '07  | '08 | '09  | '10  | '11  | '12  | '13  | '14  |
| ------------------------------------------------ | ---- | --- | ---- | ---- | ---- | ---- | ---- | ---- |
| I Belong to You                                  | 1190 | -   | 1511 | 1337 | 1626 | 1654 | 1706 | 1933 |

1. ↑  Een '-' betekent dat het nummer niet was genoteerd en een vetgedrukt getal geeft de hoogste notering aan.
2. ↑  2007 was het eerste jaar met een notering voor dit nummer.
3. ↑  Deze tabel is bijgewerkt tot en met de laatste editie (2024).